# Танець у кайданах
Танець у кайданах (англ. Chaindance) — канадська кримінальна драма 1991 року.

## Сюжет
Джей Ті Блейк потрапляє до в'язниці після того як знищює поліцейську автівку. У в'язниці Блейка включають в програму реабілітації, де він повинен піклуватися про Джонні Рейнольдса, який має церебральний параліч. Маючи загостренне почуття справедливості він наживає великі проблеми у в'язниці, і єдиною його віддушиною стає робота в лікарні. Це його шанс виправитися. Але проблеми наростають. І тепер його життя в серйозній небезпеці.

## У ролях
- Скотт Андерсен — Джеймс
- Р. Нельсон Браун — Грісон
- Норман Браунінг — Топпер
- Леслі Карлсон — Віллі
- Рей Дон Чонг — Айлін Кертіс
- Білл Крофт — Мітч
- Дон С. Девіс — сержант
- Бред Дуріф — Джонні
- Расселл Феррье — Ерік
- Брюс Гловер — Кейсі
- Деріл Хейес — поліцейський поза баром
- Джанет Ходжкінсон — Resident in Cafeteria
- Майкл Айронсайд — Джей Ті Блейк
- Майкл А. Джексон — Чорна Леді
- Лі Джеффрі — охоронець 2
- Темсін Келсі — Джинджер
- Пітер ЛаКруа — охоронець 1
- Майкл Ланглуа — працівник
- Брент Ллойд — Морріс
- Стів Макадж — співробітник готелю
- Стівен Е. Міллер — швейцар
- Шейла Мур — медсестра
- Дженн Мортіл — Лоні
- Шейла Патерсон — Енджі
- Денніс Петерсен — Casey's Resident
- Ренді Піскорік — Домінік
- Кен Поуг — Warden Slade
- Пітер Пронгос — працівник швидкої допомоги
- Сюзанн Рістіч — медсестра 2
- Джек Левін та Демони